# ضغط اجتماعي

رمز علم النفس و هو عبارة عن الحرف اليوناني بسي أول حروف كلمة (بسيخولوجيا) اليونانية التي تعني علم النفس

الضغط الاجتماعي هو الضغط الذي ينبع من علاقات الشخص مع الآخرين ومن البيئة الاجتماعية بشكل عام. استنادًا إلى نظرية تقييم العاطفة، ينشأ الضغط عندما يقوم شخص ما بتقييم الحالة على أنها ذات صلة شخصية ويُدرك أنه لا يملك الموارد اللازمة للتغلب على الوضع المحدد أو التعامل معه. لا يجب بالضرورة أن يحدث حدث يتجاوز القدرة على التأقلم لكي يواجه المرء ضغوطًا، حيث أن تهديد مثل هذا الحدث يمكن أن يكون كافيًا.
هناك ثلاث فئات رئيسية من الضغوطات الاجتماعية. تُعرَّف أحداث الحياة بأنها تغيرات حادة مفاجئة وحادة تتطلب من الفرد التكيف بسرعة (مثل الاعتداء الجنسي والإصابة المفاجئة). تعرف السلالات المزمنة بأنها أحداث مستمرة تتطلب من الفرد إجراء تكيفات على مدى فترة طويلة من الزمن (مثل الطلاق والبطالة). يتم تعريف المتاعب اليومية على أنها أحداث بسيطة تحدث، والتي تتطلب التكيف على مدار اليوم (مثل حركة المرور السيئة، والخلافات). عندما يصبح الإجهاد مزمنًا، يواجه الشخص تغيرًا عاطفيًا وسلوكيًا وفسيولوجيًا يمكن أن يعرض الشخص لخطر أكبر في تطوير اضطراب عقلي ومرض جسدي.
البشر كائنات اجتماعية بطبيعتها، لأن لديهم عادة حاجة أساسية ورغبة في الحفاظ على علاقات اجتماعية إيجابية. وبالتالي، فإنهم عادة ما يجدون الحفاظ على الروابط الاجتماعية الإيجابية لتكون مفيدة. يمكن للعلاقات الاجتماعية أن توفر الحماسة، وتشجع مشاعر الاندماج الاجتماعي، وتؤدي إلى النجاح الإنجابي. أي شيء يعطل أو يهدد بتعطيل علاقاتهم مع الآخرين يمكن أن يؤدي إلى ضغوط اجتماعية. يمكن أن يشمل ذلك وضعًا اجتماعيًا منخفضًا في المجتمع أو في مجموعات معينة، وإلقاء خطاب، وإجراء مقابلات مع أصحاب العمل المحتملين، ورعاية طفل أو زوج مع مرض مزمن، أو مقابلة أشخاص جدد في أحد الحفلات، أو التهديد بوفاة أحد الأحباء أو موتهم الفعلي. والطلاق والتمييز. يمكن أن ينشأ الضغط الاجتماعي من البيئة الصغرى للشخص (على سبيل المثال، الروابط العائلية) والبيئة الكلية (على سبيل المثال، البنية الاجتماعية الهرمية). الإجهاد الاجتماعي هو عادة النوع الأكثر شيوعًا من الإجهاد الذي يعاني منه الناس في حياتهم اليومية ويؤثر على الأشخاص بشكل أكثر كثافة من الأنواع الأخرى من الضغوطات.

## التعريفات
يُعرف الباحثون الضغط الاجتماعي والضغوط الاجتماعية بطرق مختلفة. عرّف وأدمان، دوركين، وكونتي-رامسدن في 2011 الضغط الاجتماعي بأنه «الشعور بعدم الراحة أو القلق التي قد يتعرض لها الأفراد في المواقف الاجتماعية، والنزعة المرتبطة به لتجنب المواقف الاجتماعية المجهدة». حدد إلفيلد (1977) الضغوطات الاجتماعية بأنها «ظروف من الأدوار الاجتماعية اليومية التي تعتبر عمومًا إشكالية أو غير مرغوب فيها». حدد دورمان وزابف (2004) الضغوطات الاجتماعية بأنها «فئة من الخصائص، أو المواقف، أو الأحداث، أو السلوكيات المرتبطة بالسلوك النفسي أو البدني والتي هي ذات طابع اجتماعي بشكل ما».

## القياس
يتم قياس الضغط الاجتماعي عادة من خلال استبيانات التقرير الذاتي. في المختبر، يمكن للباحثين تحفيز الضغط الاجتماعي من خلال طرق وبروتوكولات مختلفة.

### تقارير ذاتية
هناك العديد من الاستبيانات المستخدمة لتقييم الإجهاد البيئي والنفسي. تشمل إجراءات التقرير الذاتي هذه اختبار التبادل الاجتماعي السلبي،  اختبار المعاشرة الزوجية،  استبيان العائلات المحفوفة بالمخاطر، جرد ضغط هولز راه،  جرد ترير لتقييم مزمنة الإجهاد،  جرد الإجهاد اليومي،  استبيان محتوى الوظيفة،  مقياس الإجهاد المدرك،  وجرد الإجهاد والمضاربات.
بالإضافة إلى استبيانات التقرير الذاتي، يمكن للباحثين إجراء تقييم منظم للمقابلات. يعتبر جدول أحداث الحياة والصعوبات من أشهر الأدوات المستخدمة في البحث. الغرض من هذا النوع من المقاييس هو التحقيق مع المشاركين في شرح أحداث حياته المجهدة، بدلاً من الإجابة على الأسئلة الفردية. تشمل مقابلة مقابلة اجهاد الحياة (LSI)(مقابلة الإجهاد الحي للحياة في جامعة كاليفورنيا من قبل الدكتور هامين وزملاؤه لتقييم الحالات المزمنة المستمرة والمزمنة في مجالات الدور الرئيسية، بالإضافة إلى أحداث الحياة المجهدة العرضية.)، المشابهة لـ LEDS، أسئلة حول الشركاء الرومانسيين، وأقرب الصداقات، والصداقات الأخرى، والعلاقات الأسرية.

### الاستقراء
في نماذج القوارض، يعتبر الاختلال الاجتماعي والهزيمة الاجتماعية نموذجين شائعين للإجهاد الاجتماعي. في نموذج الإزعاج الاجتماعي، يتم إدخال القوارض العدوانية في القفص الذي يضم القوارض الذكور التي أسست بشكل طبيعي التسلسل الهرمي الاجتماعي. «المتطفل» العدواني يعطل التسلسل الهرمي الاجتماعي، مما تسبب في الضغط الاجتماعي للسكان. في نموذج الهزيمة الاجتماعية، «دخيل» عدواني وقاتل آخر غير عدواني.
في البحوث البشرية، تستخدم مهمة ترير الاجتماعية للضغط (TSST) على نطاق واسع للحث على الإجهاد الاجتماعي في المختبر. في TSST، يتم إخبار المشاركين أنه يجب عليهم إعداد وإلقاء خطاب حول سبب كونهم مرشحًا رائعًا لوظيفة مثالية. يقوم المجرب بالتصوير للمشارك أثناء قيامه بإلقاء الخطاب وإخبار المشارك أن لجنة من القضاة ستقيم هذا الكلام. بعد مكون المحادثة العامة، يدير المجرب مهمة الرياضيات التي تتضمن العد إلى الخلف بزيادات معينة. إذا ارتكب المشارك خطأ، فإن المجرب يدفعه للبدء مرة أخرى. التهديد بالتقييم السلبي هو الضغط الاجتماعي. يمكن للباحثين قياس استجابة الإجهاد من خلال مقارنة مستويات الكورتيزول اللعابي قبل الإجهاد ومستويات الكورتيزول اللعابية بعد الإجهاد. تدابير الإجهاد الشائعة الأخرى المستخدمة في TSST هي تدابير تقرير ذاتي مثل سمة حالة القلق وتدابير الفسيولوجية مثل معدل ضربات القلب.

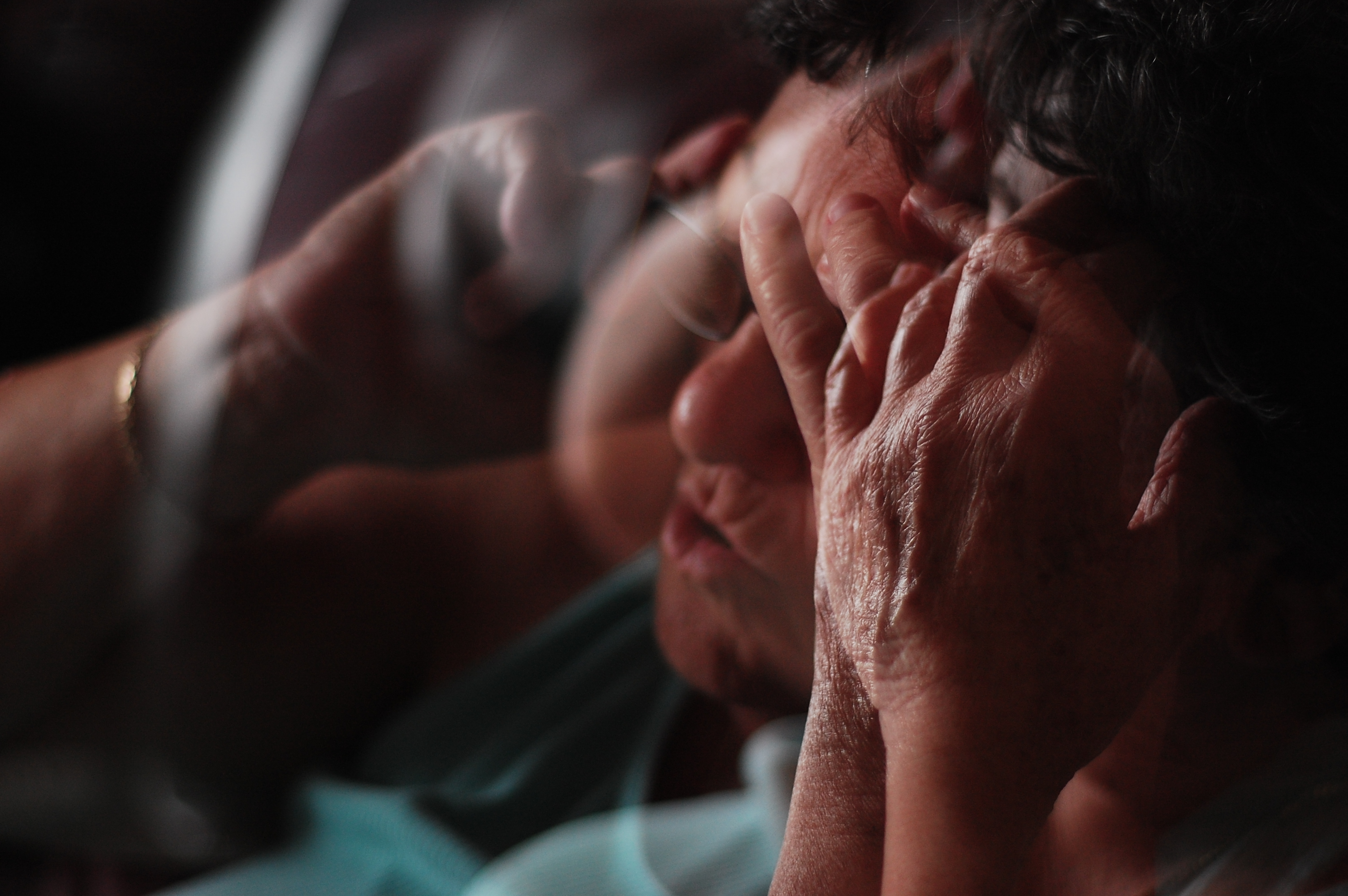
مظاهر الضغط والقلق

في مناقشة للصراع في المختبر، يحدد الأزواج عدة مناطق محددة من الصراع في علاقتهم. ثم يحدد الزوجان موضوعين للمناقشة في وقت لاحق في التجربة (مثلا المال، تربية الأطفال). يُطلب من الأزواج مناقشة النزاع (النزاعات) لمدة 10 دقائق أثناء تصوير الفيديو.
صمم بروير وهوجرفورست (2014) اختبار سينغ-سونغ للضغط (SSST) للحث على الضغط في إعداد المختبر. بعد مشاهدة الصور المحايدة مع فترات راحة دقيقة واحدة لاحقة، يُطلب من المشترك أن يغني أغنية بعد اكتمال فترة الراحة التالية لمدة دقيقة واحدة. ووجد الباحثون أن معدل الإصابة بالجلد ومعدل ضربات القلب أعلى بشكل ملحوظ خلال فترة الرسالة ما بعد انتهاء الأغنية عن الفترات السابقة لدقيقة واحدة. مستويات التوتر مماثلة لتلك التي حدثت في مهمة الإجهاد الاجتماعي ترير.

### المؤشرات الإحصائية للضغط في مجموعات كبيرة
تم اقتراح مؤشر إحصائي للضغط، زيادة في التباين والارتباطات في وقت واحد، لتشخيص الإجهاد واستخدامها بنجاح في علم وظائف الأعضاء والتمويل. وقد تبين من خلال تحليل الأزمات انطباقها على التشخيص المبكر للإجهاد الاجتماعي في مجموعات كبيرة. تم فحصه في فترة الضغط المطولة التي سبقت الأزمة الاقتصادية والسياسية الأوكرانية لعام 2014. كانت هناك زيادة متزامنة في العلاقة الإجمالية بين 19 من المخاوف العامة الرئيسية في المجتمع الأوكراني (حوالي 64 ٪) وأيضا في تشتتهم الإحصائي (بنسبة 29 ٪) خلال سنوات ما قبل الأزمة.

## الصحة العقلية
أثبتت الأبحاث باستمرار أن الضغط الاجتماعي يزيد من المخاطر لتطوير نتائج سلبية للصحة العقلية.طلبت إحدى الدراسات المستقبلية على مدى خمسمائة موظف فنلندي إذا كانت لديهم «صعوبات كبيرة مع زملاء العمل / رؤساء / المرؤوس خلال ال 6 أشهر الماضية، 5 سنوات، في وقت سابق، أو أبدا». ثم جمعت معلومات عن حالات الانتحار والعلاج في المستشفيات بسبب الذهان والسلوك الانتحاري والتسمم بالكحول والأعراض الاكتئابية والأدوية للاضطرابات النفسية المزمنة من السجلات الوطنية للوفيات والمراضة. أولئك الذين عانوا من نزاع في مكان العمل مع زملاء العمل أو المشرفين في السنوات الخمس الأخيرة كانوا أكثر عرضة للإصابة بحالة نفسية.
أشارت الأبحاث التي أجريت على مجتمع LGB إلى أن الأشخاص الذين يعثرون على أنهم LGB يعانون بشكل أكبر من اضطرابات الصحة العقلية، مثل تعاطي المخدرات والاضطرابات المزاجية، بالمقارنة مع أولئك الذين يصفونهم بأنهم متباينين جنسيًا. يستنتج الباحثون أن الخطر الأكبر الذي يواجهه ال (LGB) لمشاكل الصحة العقلية ينبع من بيئاتهم الاجتماعية المجهدة. يمكن أن تواجه مجموعات الأقليات مستويات عالية من الوصمة، والتحيز، والتمييز على أساس منتظم، مما يؤدي بالتالي إلى تطوير مختلف اضطرابات الصحة العقلية.

### الاكتئاب
خطر الإصابة بالاكتئاب الإكلينيكي يزداد بشكل ملحوظ بعد تعرضه للضغط الاجتماعي،  وعادة ما يعاني الأفراد المكتئبون من فقدان الشخصية قبل أن يصبحوا مكتئبين. وجدت إحدى الدراسات أن الأفراد المكتئبين الذين تم رفضهم من قبل الآخرين قد تطورت حالة الاكتئاب لديهم بسرعة أكبر بثلاث مرات من أولئك الذين عانوا من الضغط الذي لا ينطوي على رفض اجتماعي. في الأشخاص غير المصابين بالاكتئاب سريريًا، يميل الأشخاص الذين لديهم أصدقاء وأفراد يتقدمون بمطالب كثيرة وينتقدون ويخلقون التوتر والصراع إلى أعراض أكثر اكتئابية.
الصراع بين الزوجين يؤدي أيضا إلى مزيد من الاضطرابات النفسية والأعراض الاكتئابية، وخاصة بالنسبة للزوجات. على وجه الخصوص، الأزواج غير السعيدين هم أكثر عرضة للإصابة بالاكتئاب الإكلينيكي بمقدار 10-25 مرة. وبالمثل، فإن الإجهاد الاجتماعي الناجم عن التمييز مرتبط بأعراض اكتئابية أكبر. في إحدى الدراسات، أفاد أمريكيون من أصل أفريقي والبيض من غير الهسبانيين عن تجاربهم اليومية من التمييز والأعراض الاكتئابية. وبغض النظر عن العِرق، فإن أولئك الذين ينظرون إلى المزيد من التمييز لديهم أعراض اكتئابيّة أعلى.

### القلق

مظاهر القلق.

الأساس البيولوجي لاضطرابات القلق متجذّر في التنشيط المتسق لاستجابة الإجهاد. الخوف، الذي هو عاطفة محددة من اضطراب القلق، يحدث عندما يدرك شخص ما أن وضعه هو (تهديد) كتهديد. هذا ينشط استجابة الإجهاد. إذا واجه الشخص صعوبة في تنظيم استجابة الضغط هذا، فقد ينشط بشكل غير لائق. وبالتالي يمكن أن تنشأ الإجهاد عندما لا يكون الضغط النفسي حاضرًا أو عندما لا يكون هناك شيء ما يهدد فعليًا. هذا يمكن أن يؤدي إلى تطوير اضطراب القلق (نوبات الهلع، القلق الاجتماعي، الوسواس القهري، إلخ). يعرف اضطراب القلق الاجتماعي بأنه الخوف من الحكم عليه أو تقييمه من قبل الآخرين، حتى لو لم يكن هناك مثل هذا التهديد موجود بالفعل.
يظهر البحث وجود علاقة بين الإجهاد الاجتماعي، مثل أحداث الحياة الصادمة والسلالات المزمنة، وتطور اضطرابات القلق. وجدت دراسة فحصت مجموعة فرعية من البالغين، سواء صغاراً أو متوسطي العمر، أن أولئك الذين قاموا بتشخيص اضطراب الهلع في مرحلة البلوغ تعرضوا أيضًا لسوء المعاملة الجنسية أثناء الطفولة. الأطفال الذين يتعرضون لضغوط اجتماعية، مثل الإيذاء الجسدي والنفسي، فضلا عن فقدان الوالدين، هم أيضا أكثر عرضة للإصابة باضطرابات القلق أثناء مرحلة البلوغ من الأطفال الذين لم يتعرضوا لمثل هذه الضغوطات.

### آثار طويلة الأجل
يمكن أن يكون الإجهاد الاجتماعي الذي يحدث في مرحلة مبكرة من الحياة مؤثرات نفسية مرضية تتطور أو تستمر في مرحلة البلوغ. وجدت دراسة مطولة واحدة أن الأطفال أكثر عرضة للإصابة باضطراب نفسي (مثل القلق والاكتئاب والاضطراب والشخصية واضطرابات تعاطي المواد المخدرة) في أواخر مرحلة المراهقة والشيخوخة المبكرة عندما أظهر آباؤهم سلوكيات رعاية الطفل غير المتكيفة (مثل الحجج الصاخبة). بين الوالدين، والإساءة اللفظية، وصعوبة السيطرة على الغضب تجاه الطفل، وعدم وجود دعم الوالدين أو توافرهم، والعقاب القاسي). لم يفسر الطفل المزاج والاضطرابات النفسية الأبوية هذا الارتباط. وقد وثقت دراسات أخرى العلاقات القوية بين الإجهاد الاجتماعي للأطفال داخل بيئة الأسرة والاكتئاب، والعدوان، والسلوك المعادي للمجتمع، والقلق، والانتحار، والسلوك العدائي والمعارضي والجنوح.

### الانتكاس والتكرار
يمكن أن يؤدي الإجهاد الاجتماعي أيضًا إلى تفاقم الظروف النفسية النفسية الحالية ويقوي الانتعاش. على سبيل المثال، فإن المرضى الذين يتعافون من الاكتئاب أو الاضطراب ثنائي القطب هم أكثر عرضة للانتكاس مرتين إذا كان هناك توتر عائلي. كما أن الأشخاص الذين يعانون من اضطرابات الأكل أكثر عرضة للانتكاس إذا قام أفراد أسرهم بمزيد من التعليقات النقدية، أو أكثر عدائية، أو أكثر من اللازم. وبالمثل، فإن العيادات الخارجية المصابة بانفصام الشخصية أو اضطراب فصامي عاطفي تظهر أعراض ذهانية أكبر إذا كان الشخص الأكثر تأثيرًا في حياتهم أمرًا بالغ الأهمية  وأكثر عرضة للانتكاس إذا تميزت علاقاتهم العائلية بالتوتر.
فيما يتعلق بتعاطي المخدرات، أفاد الأفراد الذين يعتمدون على الكوكايين أن لديهم رغبة أكبر في تعاطي الكوكايين بعد التعرض لضغط اجتماعي. يمكن أن تؤدي أحداث الحياة الصادمة والضغوط الاجتماعية إلى تفاقم أعراض اضطرابات الصحة العقلية. يمكن للأطفال الأكثر رعبًا اجتماعيًا الذين يواجهون حدثًا مرهقًا أن يصبحوا أكثر تفاقمًا وغير نشط اجتماعيًا.

## الصحة البدنية
كما وجدت البحوث علاقة قوية بين مختلف الضغوط الاجتماعية وجوانب الصحة البدنية.

### معدل الوفيات
الوضع الاجتماعي، وهو ضغوط اجتماعية كلية، هو مؤشر قوي على الموت. في دراسة أجريت على أكثر من 1700 من موظفي الخدمة المدنية البريطانية، كان الوضع الاجتماعي الاقتصادي (SES) مرتبطا عكسيًا بالوفيات. أولئك الذين لديهم أدنى وضع اجتماعي واقتصادي لديهم نتائج صحية أسوأ ومعدلات وفيات أعلى من تلك التي لديها أكبر SES. وقد قامت دراسات أخرى بتكرار هذه العلاقة بين الوضع الاجتماعي والاقتصادي والوفيات في مجموعة من الأمراض، بما في ذلك الأمراض المعدية والجهاز الهضمي والجهاز التنفسي. كشفت دراسة تفحص العلاقة بين الوضع الاجتماعي والاقتصادي ومعدل الوفيات بين كبار السن أن مستوى التعليم، دخل الأسرة، والمكانة المهنية كانت جميعها مرتبطة بانخفاض معدل الوفيات بين الرجال. بينما مع النساء كان دخل الأسرة فقط يرتبط بانخفاض معدل الوفيات.
وبالمثل، فإن الضغوطات الاجتماعية في البيئة الصغرى مرتبطة أيضا بزيادة معدل الوفيات. وجدت دراسة طولية طولية لما يقرب من 7000 شخص أن الأشخاص المعزولين اجتماعيًا كانوا أكثر عرضة للوفاة من أي سبب.
وقد تم ربط الدعم الاجتماعي، الذي يعرف بأنه «الراحة والمساعدة أو المعلومات التي يتلقاها المرء من خلال الاتصالات الرسمية أو غير الرسمية مع الأفراد أو الجماعات»،  بنتائج الصحية البدنية. يظهر البحث أن الجوانب الثلاثة للدعم الاجتماعي، والمرفقات المتاحة، والدعم الاجتماعي المدرك، وتكرار التفاعلات الاجتماعية، يمكن أن تتنبأ بالوفاة بعد ثلاثين شهرًا من التقييم.

### المرض
الإجهاد الاجتماعي يجعل الناس أكثر مرضًا. الأشخاص الذين لديهم اتصالات اجتماعية أقل يكونون أكثر عرضة للإصابة بالأمراض، بما في ذلك أمراض القلب والأوعية الدموية. كلما كان الوضع الاجتماعي أقل، كلما ازداد احتمال الإصابة بأمراض القلب والأوعية الدموية والجهاز الهضمي والعضلات الهيكلية والأورام والرئة والكلى والأمراض المزمنة الأخرى. لا يتم تفسير هذه الروابط بعوامل خطر أخرى أكثر تقليدية مثل العِرق أو السلوكيات الصحية أو العمر أو الجنس أو إمكانية الوصول إلى الرعاية الصحية.
في إحدى الدراسات المختبرية، أجرى الباحثون مقابلات مع المشاركين لتحديد ما إذا كانوا قد عايشوا صراعات اجتماعية مع الأزواج وأفراد العائلة المقربين والأصدقاء. ثم قاموا بتعريض المشاركين لفيروس البرد العادي ووجدوا أن المشاركين الذين لديهم علاقات ممزقة بالنزاع كانوا أكثر عرضة للإصابة بالبرودة مرتين من أولئك الذين لا يعانون من مثل هذه الضغوط الاجتماعية. يرتبط الدعم الاجتماعي، لا سيما من حيث دعم الضغوطات الاجتماعية والاقتصادية، عكسيًا بالمرض الجسدي. كشفت دراسة بحثية عن محددات اجتماعية للصحة في أحد الأحياء الفقيرة في المناطق الحضرية في الهند أن الاستبعاد الاجتماعي والتوتر ونقص الدعم الاجتماعي يرتبطان بشكل كبير بالأمراض، مثل ارتفاع ضغط الدم ومرض القلب التاجي ومرض السكري.

### آثار طويلة الأجل
يمكن أن يؤدي التعرض للضغط الاجتماعي في مرحلة الطفولة إلى تأثيرات طويلة الأمد، مما يزيد من خطر الإصابة بالأمراض في وقت لاحق من الحياة. على وجه الخصوص، البالغين الذين تعرضوا لسوء المعاملة (عاطفيًا أو جسديًا أو تعرضوا للإيذاء الجنسي أو الإهمال) أثناء قيام الأطفال بالإبلاغ عن المزيد من نتائج المرض، مثل السكتة الدماغية والنوبات القلبية والسكري وارتفاع ضغط الدم  أو شدة أكبر لتلك النتائج. كما وجدت دراسة تجارب الطفولة الضارة (ACE)، والتي تضم أكثر من 17 ألف بالغ، أن هناك زيادة بنسبة 20٪ في احتمال الإصابة بأمراض القلب لكل نوع من الضغوط الاجتماعية العائلية المزمنة التي عانت من الطفولة، وهذا لم يكن بسبب نموذجي عوامل الخطر لمرض القلب مثل التركيبة السكانية، والتدخين، والتمارين، السمنة، السكري، أو ارتفاع ضغط الدم.

### النقاهة والأمراض الأخرى
كما تم ربط الضغط الاجتماعي إلى نتائج صحية أسوأ بين المرضى الذين لديهم بالفعل مرض. المرضى الذين يعانون من مرض الكلى في نهاية المرحلة يواجهون زيادة خطر 46 ٪ للوفيات عندما كان هناك علاقة أكثر سلبية مع زوجاتهم حتى عند السيطرة على شدة المرض والعلاج. وبالمثل، فإن النساء اللواتي تعرضن لحدث تاجي حاد كان أكثر عرضة ثلاث مرات للظهور بحدث تاجي آخر إذا تعرضن لسلالة زوجية متوسطة أو شديدة. ظلت هذه النتيجة حتى بعد السيطرة على التركيبة السكانية والسلوكيات الصحية وحالة المرض.
فيما يتعلق بفيروس نقص المناعة البشرية (الإيدز)، قد يؤثر الإجهاد على التقدم من الفيروس إلى المرض. تظهر الأبحاث الذكور المصابين بفيروس نقص المناعة البشرية الذين لديهم المزيد من الأحداث الحياتية السلبية، والضغط الاجتماعي، وعدم تقدم الدعم الاجتماعي لتشخيص الإيدز السريري بسرعة أكبر من الذكور المصابين بفيروس نقص المناعة البشرية الذين ليس لديهم مستويات عالية من الإجهاد الاجتماعي. بالنسبة للإناث المصابات بفيروس نقص المناعة البشرية، اللواتي أصبن بفيروس HSV أيضًا، فإن الإجهاد هو عامل خطر لهرمونات الهربس التناسلية.

## علم وظائف الأعضاء
يؤدي الضغط الاجتماعي إلى عدد من التغييرات الفسيولوجية التي تتوسط علاقتها بالصحة الجسدية. على المدى القصير، التغييرات الفسيولوجية المبينة أدناه قابلة للتكيف، لأنها تمكن الكائن المضاد للتكيف بشكل أفضل. يمكن أن يؤدي عدم تنظيم هذه الأنظمة أو التنشيط المتكرر لها على المدى الطويل إلى الإضرار بالصحة.

### الجهاز العصبي الودي
يتم تنشيط الجهاز العصبي الودي (SNS) استجابة للإجهاد. الإثارة المتعاطفة تحفز نخاع العظم من النخاع لتفرز الأدرينالين والنورادرينالين في مجرى الدم، مما يسهل الاستجابة للقتال أو الهروب. ضغط الدم، ومعدل ضربات القلب، وزيادة التعرق، وتضيق الأوردة للسماح للقلب بالتغلب على المزيد من القوة، والشرايين مما يؤدي إلى توسع العضلات، وتدفق الدم إلى أجزاء من الجسم غير ضرورية للقتال أو استجابة الطيران يقلل. إذا استمر التوتر على المدى الطويل، يظل ضغط الدم مرتفعًا، مما يؤدي إلى ارتفاع ضغط الدم وتصلب الشرايين، وكلاهما إشارات لأمراض القلب والأوعية الدموية.
وقد أكد عدد من الدراسات الحيوانية والإنسانية أن الضغط الاجتماعي يزيد من المخاطر على النتائج الصحية السلبية عن طريق زيادة نشاط الجهاز العصبي الودي. تظهر دراسات القوارض أن الضغط الاجتماعي يسبب ارتفاع ضغط الدم وتصلب الشرايين. كما تظهر الدراسات التي أجريت على الرئيسيات غير البشرية أن الضغط الاجتماعي يؤدي إلى انسداد الشرايين. على الرغم من أن البشر لا يمكن أن يتم اختيارهم بشكل عشوائي لتلقي الإجهاد الاجتماعي بسبب المخاوف الأخلاقية، إلا أن الدراسات أظهرت أن التفاعلات الاجتماعية السلبية التي تميزت بالصراع تؤدي إلى زيادة في ضغط الدم ومعدل ضربات القلب. ويرتبط الإجهاد الاجتماعي الناجم عن التمييز اليومي المدرك أيضًا بارتفاع مستويات ضغط الدم خلال النهار ونقص ضغط الدم في الليل.

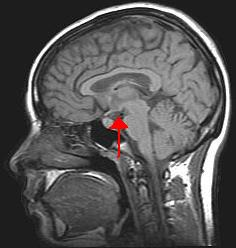
صورة إشعاعية للدماغ البشري، والسهم يشير إلى الغدة النخامية

### محور طور الغدة النخامية محور الكظر (HPA)
ردا على الضغط، يطلق علية ما تحت المهاد الذي يطلق هرمون إطلاق الكورتيكوتروبين (CRH)، مما يحفز الغدة النخامية الأمامية لإفراز الهرمون الموجه لقشر الكظر (ACTH). ثم يقوم قشر الكظر بتحفيز قشرة الغدة الكظرية لإفراز الجلايكورتيكويد، بما في ذلك الكورتيزول. يمكن أن يؤدي الإجهاد الاجتماعي إلى نتائج صحية سلبية عن طريق تنشيط محور HPA أو تعطيل نظام HPA. [82] هناك عدد من الدراسات التي تربط بين الإجهاد الاجتماعي ومؤشرات محور طور الغدة النخامية محور الكظر المعطوب ؛ على سبيل المثال، يظهر الرضع القرد الذين تهملهم أمهاتهم استجابات هرمون الكورتيزول المطول في أعقاب حدث صعب.
في البشر، تظهر النساء اللواتي يتعرضن للإيذاء ارتفاعًا مطولًا في الكورتيزول في أعقاب الضغط المعياري النفسي مقارنةً بتلك التي ليس لهن تاريخ تعاطي. أظهر الأطفال الذين تم علاجهم ارتفاع في قيم الكورتيزول الصباحي مقارنة بالأطفال غير المعالجين. كما فشل نظام طور الغدة النخامية في التعافي بعد تفاعل اجتماعي مرهق مع مقدم الرعاية. بمرور الوقت، يظهر الأطفال منخفضو الجهاز العصبي الودي إنتاجًا أكبر من الكورتيزول بشكل تدريجي. على الرغم من أن هذه الدراسات تشير إلى وجود نظام طور الغدة النخامية محور الكظر معطّل يمثل العلاقة بين الإجهاد الاجتماعي والصحة البدنية، إلا أنها لم تتضمن نتائج المرض. على الرغم من ذلك ، يعتقد أن استجابة طور الغدة النخامية محور الكظر المختلة للضغط تزيد من خطر تطور أو تفاقم الأمراض مثل السكري والسرطان وأمراض القلب والأوعية الدموية وارتفاع ضغط الدم.

### التهاب
الالتهاب هو استجابة مناعية مهمة لمكافحة الالتهابات وإصلاح الأنسجة المصابة. على الرغم من أن الالتهاب الحاد قابل للتكيف، إلا أن النشاط الالتهابي المزمن يمكن أن يسهم في النتائج الصحية السلبية، مثل ارتفاع ضغط الدم،  وتصلب الشرايين،  مرض القلب التاجي،  الاكتئاب،  السكري،  وبعض السرطانات.
أوضحت الأبحاث وجود علاقة بين الضغوطات الاجتماعية المختلفة والسيتوكينات (علامات الالتهاب). تؤدي الضغوطات الاجتماعية المزمنة، مثل رعاية الزوجة المصابة بالخرف، إلى زيادة مستويات الدوران للسيتوكين إنترلوكين 6 (IL-6)، في حين تبين أن مهام الإجهاد الاجتماعي الحاد في المختبر تثير زيادات في السيتوكينات المسببة للالتهاب. وبالمثل، عند مواجهة نوع آخر من الضغط الاجتماعي، أي التهديد التقييمي الاجتماعي، أظهر المشاركون زيادات في IL-6 ومستقبلاً قابل للذوبان لعامل نخر الورم α. قد تستمر الزيادات في الالتهابات بمرور الوقت، حيث أظهرت الدراسات أن الضغط المزمن بالعلاقة قد ارتبط بزيادة إنتاج IL-6 بعد 6 أشهر ، بينما يميل الأطفال الذين يتم تربيتهم في بيئة عائلية مرهقة تتميز بالإهمال والصراع إلى إظهار مستويات مرتفعة من البروتين المتفاعل-C، علامة IL-6، في مرحلة البلوغ.

### تفاعلات النظم الفسيولوجية
هناك أدلة شاملة على أن النظم الفسيولوجية المذكورة أعلاه تؤثر على أداء بعضنا البعض. على سبيل المثال، يميل الكورتيزول إلى أن يكون له تأثير قمعي على العمليات الالتهابية، ويمكن أيضًا أن تقوم السيتوكينات المسببة للالتهاب بتنشيط نظام HPA. يمكن للنشاط التعاطفي زيادة تنظيم النشاط الالتهابي. بالنظر إلى العلاقات بين هذه الأنظمة الفسيولوجية، قد يؤثر الضغط الاجتماعي أيضًا على الصحة بشكل غير مباشر من خلال التأثير على نظام فسيولوجي معين يؤثر بدوره على نظام فسيولوجي مختلف.